# Ludwig der Zweite, König von Bayern
Pour plus de détails, voir Fiche technique et Distribution.
Ludwig der Zweite, König von Bayern (en français, Louis II, roi de Bavière) est un film allemand réalisé par Wilhelm Dieterle sorti en 1930.

## Synopsis
Après de premiers succès politiques, Louis II de Bavière dépense de plus en plus de façon extravagante. Il fait construire des châteaux qui correspondent à ses visions ambitieuses d'harmonie parfaite et d'art noble. En raison de ces dépenses énormes, le royaume de Bavière rencontre des difficultés financières de plus en plus catastrophiques. Bientôt, le peuple et toute la cour se retournent contre lui, y compris sa plus proche confidente, l'impératrice Élisabeth, et sa petite sœur, la princesse Sophie, s'éloignent de lui.
Isolé et poussé par le sentiment d'être incompris et de n'être entouré que d'ennemis et de petits esprits, le comportement de Louis prend progressivement des traits délirants. Le roi s'isole d'abord du monde extérieur, puis est mis sous curatelle. Finalement, alors qu'il est accompagné de son médecin Bernhard von Gudden, il meurt dans des circonstances inexpliquées dans le lac de Starnberg.

## Fiche technique
- Titre : Ludwig der Zweite, König von Bayern
- Réalisation : Wilhelm Dieterle
- Scénario : Wilhelm Dieterle, Charlotte Hagenbruch (de), Lajos Biró
- Musique : Hansheinrich Dransmann (de)
- Direction artistique : Erich Grave (de), Ernst Stern
- Costumes : Ernst Stern
- Photographie : Charles J. Stumar
- Production : Paul Kohner, Joe Pasternak
- Société de production : Deutsche Universal-Film
- Société de distribution : Deutsche Universal-Film
- Pays de production :  République de Weimar
- Langue : allemand
- Format : Noir et blanc - 1,37:1 - 35 mm
- Genre : Biographie
- Durée : 117 minutes
- Date de sortie :
  - République de Weimar : 10 mars 1930.

## Distribution
- Wilhelm Dieterle : Louis II de Bavière
- Rina Marsa (de) : Sophie-Charlotte en Bavière
- Theodor Loos : Bernhard von Gudden
- Gerhard Bienert : Hesselschwerdt
- Trude von Molo : Élisabeth d'Autriche
- Hans Heinrich von Twardowski : prince Othon

## Production
Les réalisations en extérieur en Bavière ont lieu en octobre 1929 et les enregistrements en studio dans le studio Ufa à Neubabelsberg de la mi-novembre 1929 à janvier 1930. Le 31 décembre 1929, le film passe son premier examen de cinéma ; de nombreux autres suivent. À la suite de plusieurs coupures, la longueur du film passe de 3 963 m à l'origine à 3 106 m. Le film est présenté en avant-première le 10 mars 1930 au Titania-Palast à Berlin, tandis qu'en Bavière, après de nombreuses protestations, il est d'abord interdit de projection.

## Source de la traduction
- (de) Cet article est partiellement ou en totalité issu de l’article de Wikipédia en allemand intitulé « Ludwig der Zweite, König von Bayern » (voir la liste des auteurs).